# هوارد كانون (كاتب)
هوارد كانون (بالإنجليزية: Howard Cannon)‏ هو كاتب أمريكي، ولد في 29 يوليو 1964 في روكفورد في الولايات المتحدة.